# Saint-Martin (Hautes-Pyrénées)
Saint-Martin település Franciaországban, Hautes-Pyrénées megyében. Lakosainak száma 437 fő (2022. január 1.). Saint-Martin Odos, Arcizac-Adour, Bénac, Bernac-Debat, Hibarette, Louey, Momères és Visker községekkel határos.

## Népesség
A település népessége az elmúlt években az alábbi módon változott:
| Lakosok száma | 408  | 432  | 451  | 452  | 449  | 445  | 442  | 443  | 437  |
|               | 2013 | 2015 | 2016 | 2017 | 2018 | 2019 | 2020 | 2021 | 2022 |